# Peking
Peking – czteromasztowy żaglowiec o stalowym kadłubie, jeden z „latających P-linerów”, żaglowców niemieckiej firmy żeglugowej „F. Laeisz”.
Od 2020 cumuje jako statek-muzeum w Hamburgu (Niemcy).
W 1909 roku hamburska firma żeglugowa „F. Laeisz” zamówiła w miejscowej stoczni Blohm + Voss „Peking” i jego siostrzany statek „Passat”. [2] Oba żaglowce zaprojektowano jako statki towarowe do międzykontynentalnego handlu saletrą, koszty budowy każdego z nich wyniosły 680 000 marek w złocie. Bark wodowano 25 lutego 1911.
Ponieważ „Peking” nie miał silników pomocniczych, przy wchodzeniu i wychodzeniu z Hamburga, a także podczas sztormów na kanale La Manche musiał korzystać z pomocy holowników. Z inicjatywy Roberta Hilgendorfa, kapitana pierwszego z serii „latających P-linerów” Potosi zainstalowano na żaglowcu dwa jednocylindrowe silniki benzynowe typu „Gnom” wyprodukowane przez Motorenfabrik Oberursel; służyły do obsługi urządzeń ładunkowch i wyciągarek kotwicznych, a także do ładowania baterii akumulatorów wieży radiowej.